# Børnesoldatens nye job
Børnesoldatens nye job er en dansk dokumentarfilm fra 2016 instrueret af Mads Ellesøe.

## Handling
Dokumentarfilmen undersøger, hvordan kommercialisering af krige gør det samme ved krigsindustrien som markedskræfter og globalisering har gjort ved de fleste andre industrier: flyttet arbejdskraften til steder, hvor den er billigst. Konsekvensen er nu, at en stor del af de vestlige styrkers mandskab i krigszoner er udliciteret til underbetalte arbejdere fra den 3. verden. Filmen viser, hvordan de mange niveauer af subcontracting medfører en uklarhed om ansvaret for de handlinger, der udføres i krig.

## Medvirkende
- Stephen Armstrong
- Mara Mynster Christensen
- Sean McFate